# Henryk Ratajczak
Henryk Ratajczak (ur. 30 września 1932 w Kadobnej) – polski chemik teoretyczny, specjalizujący się w chemii kwantowej, strukturalnej, fizyce chemicznej, fizyce i chemii ciała stałego oraz spektroskopii molekularnej, członek rzeczywisty Polskiej Akademii Nauk.

## Życiorys
Ukończył Politechnikę Wrocławską, gdzie należał do uczniów Lucjana Sobczyka. Następnie rozpoczął pracę naukową na Uniwersytecie Wrocławskim. W 1963 obronił pracę doktorską Wiązanie wodorowe w kompleksach pochodnych fenolu z zasadami organicznymi napisaną pod kierunkiem Lucjana Sobczyka. W 1969 otrzymał stopień doktora habilitowanego na podstawie pracy Strukturalne badanie pewnych ferroelektryków z wiązaniem wodorowym za pomocą widm absorpcyjnych w podczepieni w świetle spolaryzowanym. W latach 1969–1995 był kierownikiem Zakładu Chemii Teoretycznej i Fizyki Chemicznej Uniwersytetu Wrocławskiego. W 1970 został powołany na stanowisko wicedyrektora Instytutu Chemii UWr, w 1979 dyrektora. Tę ostatnią funkcję pełnił w latach 1979–1982 i 1987-1991. W latach 1982–1984 był rektorem Uniwersytetu Wrocławskiego.
Ponadto zorganizował Zakład Spektroskopii Molekularnej Instytutu Niskich Temperatur i Badań Strukturalnych PAN i kierował nim w latach 1989–1996. Od 1996 do 2004 był dyrektorem Stacji Naukowej PAN w Paryżu.
W 1976 został członkiem korespondentem, w 1991 członkiem rzeczywistym Polskiej Akademii Nauk. Jest członkiem honorowym Indyjskiej Akademii Nauk (od 1991), członkiem Europejskiej Akademii Nauki, Sztuki i Literatury (od 1991), w tym w latach 2000–2010 jej wiceprezesem, od 2010 honorowym prezesem, członkiem zagranicznym Białoruskiej Akademii Inżynierskiej (od 1995), członkiem zagranicznym Narodowej Akademii Nauk Ukrainy (od 2003). Od 1977 należy do Wrocławskiego Towarzystwa Naukowego, od 1957 członkiem Polskiego Towarzystwa Chemicznego.
W latach 1985–1990 był członkiem Rady Głównej Nauki i Szkolnictwa Wyższego, w latach 1988–1990 Centralnej Komisji do spraw Tytułu Naukowego i Stopni Naukowych, w 1991-1994 członkiem Komitetu Badań Naukowych.

## Odznaczenia i wyróżnienia
- Krzyż Kawalerski Orderu Odrodzenia Polski (1976)[4]
- Krzyż Oficerski Orderu Odrodzenia Polski (1984)[4]
- Krzyż Komandorski Orderu Odrodzenia Polski (2002)[5]
- Złoty Medal Uniwersytetu Wrocławskiego (1985)[4]
- Medal Komisji Edukacji Narodowej (1986)[4]
- Nagroda Marii Skłodowskiej-Curie i Wilhelma Klemma Niemieckiego i Polskiego Towarzystwa Chemicznego[6]
- Nagroda przyjaźni i współpracy (1998) – przyznawana przez paryską Kulturę[7]
- Doktorat honoris causa Akademii Medycznej we Wrocławiu (2000)[8]

## Wybrane publikacje
- On some problems of molecular interaction, wespół z J. Orville-Thomasem, 1980.
- Properties of H-bonding in the infraced Spectral range, wespół z S. Bratosem, 1991.
- Proton Transfer Along the Hydrogen Bridge in some Hydrogen-Bonded Molecular Complexes, 1992.
- Theory of Strong Coupling Between the High-Vibration Frequency and low Frequency Phonons, wespół z A. M. Yaremko, 1995.